# Ghenadie Pușca
Ghenadie Pușca (n. 22 aprilie 1975) este un antrenor de fotbal și fost fotbalist internațional moldovean.